# Školský obvod v Česku
Školský obvod podle české právní úpravy (k roku 2021) tvoří území příslušných obcí, které jsou členy svazku. Každá z členských obcí musí v tomto případě stanovit obecně závaznou vyhláškou, že její území je částí školského obvodu základní školy nebo mateřské školy zřízené svazkem obcí podle § 178 odst. 2 písm. c) školského zákona.
Pokud území obce nebo jeho část nespadá pod školský obvod ani společný školský obvod a je ohroženo plnění povinné školní docházky dítěte uvedeného v odstavci 1, krajský úřad opatřením obecné povahy pro toto území vytvoří nebo na ně rozšíří školský obvod nebo společný školský obvod základní školy zřizované touto nebo jinou obcí nebo svazkem obcí, a to s platností nejdéle na 24 měsíců.
Obec zřizující více základních škol (resp. mateřských škol) musí stanovit a zajistit podmínky pro plnění povinné školní docházky (resp. pro přednostní přijetí dětí k předškolnímu vzdělávání) pro všechny žáky a děti s trvalým pobytem (u cizinců s pobytem) na území obce tak, aby ředitelé škol (a také zákonní zástupci žáků a dětí) věděli, pro které žáky či děti je konkrétní škola spádovou školou. Žáci ve spádovém obvodu základní školy a děti ve spádovém obvodu mateřské školy odpovídající věkové kategorii dle zákona mají nárok na přijetí v příslušné škole.

## Účel školských obvodů spádových škol
Účely školských obvodů spádových (základních) škol a spádových mateřských škol:
1. žák plní svou školní docházku v základní škole zřízené obcí nebo svazkem obcí se sídlem ve školském obvodu v němž má žák místo trvalého pobytu.[2]
2. ředitel spádové školy je povinen přednostně přijmout žáky s místem trvalého pobytu v daném školském obvodu a to do výše povoleného počtu žáků uvedené ve školském rejstříku[3]
3. do mateřské školy zřízené obcí nebo svazkem obcí se přednostně přijímají děti, které před začátkem školního roku dosáhnou nejméně čtvrtého roku věku, pokud mají místo trvalého pobytu v příslušném školském obvodu.[4]

## Vymezení školských obvodů
Pro vymezení školských obvodů spádových škol na území obce, její části anebo území více obcí, je využíváno tří kritérií:
1. jestliže je v obci jedna základní škola zřízena obcí, tvoří školský obvod území obce (tj. všechny děti s trvalým pobytem na území obce plní povinnou školní docházku v dané základní škole),
2. jestliže je v obci více základních škol zřizovaných obcí, je obec nucena stanovit školské obvody obecně závaznou vyhláškou (tj. vyhláška přesně stanoví, jaké územní obvody obce spadají pod konkrétní základní školu),
3. jestliže na území svazku obcí jedna základní škola nebo více základních škol zřízených svazkem obcí nebo dojde-li k dohodě několika obcí o vytvoření společného školského obvodu jedné nebo více základních škol zřizovaných některou z těchto obcí, stanoví každá z dotčených obcí obecně závaznou vyhláškou příslušnou část školského obvodu.

V případě, kdy obec nestanoví školský obvod spádové školy a je tím ohroženo plnění povinné školní docházky, rozhodne o školském obvodu krajský úřad v přenesené působnosti.
V případě, že území obce nebo jeho část nespadá pod školský obvod ani pod společný školský obvod, krajský úřad pomocí opatření obecné povahy pro toto území vytvoří nebo na ně rozšíří školský obvod nebo společný školský obvod, a to s platností nejdéle na 24 měsíců.
Pokud vzdálenost určené spádové školy od místa trvalého bydliště studenta přesáhne 4 km, je kraj povinen zajistit dopravu do i ze spádové školy.
Existuje výjimka, kdy není škole stanoven spádový obvod, a to v případě, že uskutečňuje vzdělávání výhradně podle vzdělávacího programu pro žáky se zdravotním postižením nebo školám zřizovaným jinými zřizovateli než obcí.

## Způsoby vymezování školských obvodů
1. Zřizovatelem základní nebo mateřské školy je pouze jedna obec.
  - Obec je vzhledem k velikosti svého území zřizuje pouze jednu základní školu (1.-9. ročník), resp. jednu mateřskou školu. Tato obec je školským obvodem pro jedinou základní/mateřskou školu a není povinna vydávat obecně závaznou vyhlášku. [5]
  - V obci je více základních (mateřských) škol, ukládá se obci stanovit jejich přesné školské obvody obecně závaznou vyhláškou. Školské obvody stanovené v této vyhlášce musí v souhrnu pokrýt celé území dané obci. [6]
  - Pokud má obec pouze jednu základní resp. mateřskou školu, které není kapacitně dostatečná pro všechny žáky/děti z dané obce musí obec vymezit obecně závaznou vyhláškou školské obvody.
2. Zřizovatelem základní školy nebo mateřské školy je svazek obcí.
  - Svazek obcí zřídí na svém území jednu základní školu (resp. mateřskou školu). Školský obvod tvoří území příslušných obcí, které jsou členy svazku. Každá z členských obcí musí v tomto případě stanovit obecně závaznou vyhláškou, že její území je částí školského obvodu základní školy nebo mateřské školy zřízené svazkem obcí.[7]
  - Svazek obcí zřídí na svém území více základních škol (resp. mateřských škol). Každá z členských obcí stanoví obecně závaznou vyhláškou, která část jejího území (popř. celé území) tvoří část školského obvodu příslušné základní školy nebo základních škol zřízených svazkem obcí.[7]
3. Obec sama není zřizovatelem základní nebo mateřské školy
  - Obci, která není sama zřizovatelem základní školy nebo mateřské školy, umožňuje školský zákon uzavřít dohodu s jednou nebo více okolními obcemi či svazkem obcí o vytvoření tzv. společného školského obvodu jedné nebo více základních škol (resp. mateřských škol) zřizovaných některou z těchto obcí.
  - Společný školský obvod základní školy nebo mateřské školy se vytváří dohodou obcí, z nichž jedna je zřizovatelem této školy.[7]